# 于蒂爾霍格特山
72°2′S 2°51′E / 72.033°S 2.850°E
于蒂爾霍格特山（挪威語：Jutulhogget i Dronning Maud Land）是南極洲的山峰，位於東部南極洲的毛德皇后地，屬於耶爾斯維克山脈的一部分，由挪威的製圖師根據測量和空中照片繪入地圖。